# Cani Fernández Vicién
Cani Fernández Vicién (Cartagena, 1963) es una abogada española que actualmente ejerce como presidenta de la Comisión Nacional de los Mercados y la Competencia (CNMC) desde junio de 2020.
Descrita como "una de las mayores expertas en derecho comunitario", Fernández Vicién es socia del área de Derecho de la Competencia del bufete de abogados Cuatrecasas, bufete en el que ha trabajado desde los años 90, siendo la segunda socia en incorporarse a este. Brevemente, en 2020, se incorporó como asesora al Gabinete de la Presidencia del Gobierno de España, hasta su nombramiento como presidenta de la CNMC.

## Primeros años y educación
Fernández Vicién nació en Cartagena, España en 1963. Es hija de padres aragoneses y se licenció en Derecho por la Universidad de Zaragoza en 1986. Asimismo, cuenta con un máster en Derecho de la Unión Europea por la Universidad Libre de Bruselas. Habla inglés y francés.

## Carrera profesional
A principios de los 90 se trasladó a Luxemburgo, siendo letrada en el Tribunal de Justicia de la Unión Europea (TJUE) entre 1994 y 1997, y también ha sido profesora en la Universidad Carlos III de Madrid desde 2001, y posteriormente en el Barcelona Graduate School of Economics (BGSE) y en el Toulouse School of Economics. Tras su paso por el TJUE, entró en el bufete Cuatrecasas, donde ha desarrollado desde entonces gran parte de su vida profesional, llegando a dirigir la oficina del bufete en Bruselas y el grupo de derecho comunitario.
Dentro del bufete, ha participado en importantes operaciones, tales como la opa de Endesa por parte de Enel y Acciona, la venta de Agbar a Suez, o la venta de Canal+ a l Grupo Prisa. Uno de los procesos a los que más tiempo dedicó fue al de las cláusulas suelo de las hipotecas, representando a Banco Popular, perdiendo el caso. También fue una de las asesoras legales de Uber ante la justicia europea.
También defendió a Volkswagen en el caso del cartel de coches y concesionarios que deshizo la CNMC en 2015, y a la papelera Saica por otro caso de colusión en el sector, así como a Mediaset en la investigación de conductas anticompetitivas en el mercado publicitario por parte del grupo y Atresmedia.
En 2018 recibió el premio Outstanding Contribution to the Legal Profession. En 2019, se postuló como candidata a Consejera Delegada del bufete, es decir, para dirigirlo, pero perdió frente a Jorge Badía.
A principios de 2020 pidió una excedencia en el bufete tras ser elegida por el presidente Pedro Sánchez para integrarse en el equipo de asesores del Gabinete de la Presidencia del Gobierno, dirigido por Iván Redondo.

## Presidenta de la CNMC
En mayo de 2020 fue propuesta por el gobierno de Pedro Sánchez como presidenta de la Comisión Nacional de los Mercados y la Competencia (CNMC). Tras superar la evaluación de la Comisión de Asuntos Económicos del Congreso de los Diputados, fue nombrada por el Consejo de Ministros a mediados de junio de 2020.